# 铜钱细辛
铜钱细辛（学名：Asarum debile）是马兜铃科细辛属的植物，为中国的特有植物。分布在中国大陆的四川、陕西、湖北、安徽等地，生长于海拔1,300米至2,300米的地区，多生在林下石缝和溪边湿地上，目前尚未由人工引种栽培。

## 别名
胡椒七、铜钱乌金（湖北） 毛细辛（四川）